# 道德哲学学刊
《道德哲学学刊》（Journal of Moral Philosophy）是一份2004年起發行的學術期刊。該期刊每年出版6次，內容為探討應用倫理學的相關議題，其中包括政治倫理學。現時，期刊的主編是紐約大學的S. Matthew Liao。據2012年發佈的期刊引證報告指，《當代哲學期刊》的影響因子是0.235。

## 資料來源
1. ↑  .   [2014-06-09]. （原始内容存档于2014-06-23）.

## 外部連結
- 官方网站